# ردب وتدي غربالي
الردب الوتدي الغربالي (بالإنجليزية: sphenoethmoidal recess) عبارة عن ردب صغير يقع فوق المحارة الأنفية العلوية وخلفها. يفتح عليه الجيب الوتدي.